# 国立統計研究所 (イタリア)
国立統計研究所（イタリア語: Istituto Nazionale di Statistica, 略称: Istat）は、イタリアの統計機関。
1926年、国の基本的統計データを集め、分析するために創設されたイタリア国立の統計研究所である（設置はイタリアの法律1926年7月9日第1162号に基づく）。これはファシズムの時代の統計政策であり、統計データは国民生活の詳細を知るために蒐集された。第二次世界大戦後も、国勢調査は ISTAT の主要な業務の一つである。各自治体には ISTAT の調査コードが振られている。
国立統計研究所は1989年、法律1989年9月6日第322号により、国立統計システム (Sistema Statistico Nazionale, 略称: SISTAN) に基づきデータを集計するようになった。